# Томашевские
Томашевские (пол. Tomaszewski) — древний польский и русский дворянский род.
Степан Афанасьевич Томашевский московский дворянин (1676-1677).
Предки рода Томашевских владели имением Мельдзишки с крестьянами в Трокском воеводстве (1732).
Имели поместья в Подляском Воеводстве. Из них Лука из-Томашевиц Томашевский купил (1684) имение Кленники. Доминик купил (1768) там же от брата своего Бернарда имение Бодаки и Ольшево.
Из других Томашевских, в прежнем Русском Воеводстве водворившихся, Иван владел (1776) там же целою деревнею Лукашувка.
Определением Виленского и Ковенского дворянских депутатских собраний, род Томашевские внесены в VI часть дворянской родословной книги.

## Описание герба
Герб Боньча (употребляют: Томашевские) внесён в Часть 1 Гербовника дворянских родов Царства Польского, стр. 72.
В лазоревом щите, серебряный единорог, с червлёными глазами и языком и чёрными рогом и копытами. Щит увенчан дворянскими шлемом и короною. Нашлемник: возникающий серебряный единорог с червлёными глазами и языком и чёрными рогом и копытами. Намёт лазоревый, с серебром. Герб рода Томашевских внесён в Часть 11 Общего гербовника дворянских родов Всероссийской империи, стр. 49.